# نوال بن عيسى
نوال بن عيسى هي ناشطة حقوقيّة مغربيّة برزت خِلال حراك الريف عام 2017 حيثُ قادت الاحتجاجات المُطالِبة بالتنميّة الاقتصادية للمنطقة ولُقبت من قِبل البعض بـ «خليفة الزفزافي» في إشارةٍ للناشط السياسي الآخر ناصر الزفزافي والذي اعتُقل من قِبل الأجهزة الأمنية المغربية في تلكَ الفترة.

## النشاط السياسي

### حراك الريف
برزَ اسمُ نوال بن عيسى خلالَ الاحتجاجات التي اجتاحت منطقة الريف عام 2017 والتي قادها سُكّان المناطق الريفية للمطالبة بتحسينِ وضعيّتهم المعيشية فضلًا عن عددٍ منَ المطالب الأخرى السياسية والاجتماعيّة وحتى القانونيّة.
بعدَ اعتقال ناصر الزفزافي أحد أبرز قادة الاحتجاجات؛ تكّلفت نوال بالتنسيقِ والعملِ على استمرار تلكَ التظاهرات لحين تحقيقِ الدولة لكل مطالب الشعب الريفي لكنّ نشاطها لم يستمر بعدَ إصدار السلطات المغربيّة مذكرة اعتقالٍ في حقها إلى جانبِ عددٍ من النشطاء الآخرين. حكمت عليها المحكمة في وقتٍ لاحقٍ بالسجنِ عشْرة أشهر موقوفَة التنفيذ.

### طلب اللجوء
بعدَ الحكم على نوال ومن ثمّ التضييق عليها من قِبل السلطات المغربيّة التي منعتها في 12 نيسان/أبريل عام 2019 من السفر إلى أمستردام للمُشاركة في ندوة حول العدالة الاجتماعية؛ قرّرت الناشطة السياسيّة طلبَ لجوء سياسي إلى هولندا وذلك بسببِ «الاضطهاد الذي كانت ضحية له فضلًا عن محاولة إسكاتها وتقييد حريّتها» حسب ما صرّحت بهِ لوكالة الأنباء الإسبانية.